# Tomaž Lunder
Tomaž Lunder, slovenski fotograf, * 28. maj 1955, Škofja Loka, † 24. februar 2016.

## Življenje in delo
Maturiral je leta 1974 v Boicewillu, New York, ZDA, leta 1979 pa je diplomiral na Fakulteti za elektrotehniko v Ljubljani.
S fotografijo se je ukvarjal od leta 1973 kot samostojni fotograf. Bil je član Društva oblikovalcev Slovenije in Združenja umetnikov Škofja Loka. Sodeloval je na skupinskih razstavah doma in v tujini. Samostojno je razstavljal v Ljubljani (1977), Škofji Loki (1978), Piranu (1979), Kranju (1981), Pyramid Gallery, Rochester (ZDA, 1983), Hartell Gallery New York (1989), Mestna galerija Ljubljana (1990), Tobačni muzej Ljubljana (2001), Mestna galerija Nova Gorica (2003) idr.
Za svoje delo na področju fotografije je prejel več nagrad in priznanj.